# Mimetanthe
Mimetanthe, monotipski biljni rod iz porodice Phrymaceae smještene u tribus Leucocarpeae. Jedina vrsta je M. pilosa iz Sjeverne Amerike.

## Etimologija
Latinsko ime roda dolazi od grčkog mimos, 'imitator', i anthe, 'cvijet', aludirajući na vjenčić sličan Mimulusu.

## Opis
Rod jednogodišnjeg kopnenog raslinja rasprostranjen od sjeveroistočnog Meksika na sjever do Washingtona i Idaha. Stabljike su uspravne, listovi nasuprotni. Cvatovi aksilarni, cvjetovi upareni u čvorovima, postaju poput grozda kada su čvorovi zgusnuti; brakteje odsutne. Cvjetovi većinom uspravni, u plodu nisu jako savijeni i stisnuti; čašica 5, čaška obostrano simetrična, cjevasta, režnjevi trokutasto-lancetasti do deltasto-lancetasti, srednja žila nisko zaobljena, ne krilasta; latice marcescentne (venu ali ostaju pričvršćeni za biljku) do kratklotrajne, 5, vjenčić žut s 2 ljubičaste pjege na abaksijalnoj usnici, obostrano simetrične, usko cjevasto-ljevkaste, abaksijalni režnjevi 3, adaksijalni 2; prašnici (2 ili) 4, dvostruki, niti gole; jajnik 2-lokularni, placentacija parijetalna; stigma dvoslojna. Plodovi su čahure. Sjemenki 75 – 100, smeđe, usko elipsoidne, spljoštene, krila nemaju. Bentham je izvorno opisao vrstu kao predstavnika roda Herpestis; a danas smatra sinonimom za Bacopa (Plantaginaceae).

## Sinonimi
- Mimulus exilis Durand & Hilg.; Pacif. Rail. Rep. 5: 12 (1854)
- Mimulus pilosus (Benth.) S.Watson; Bot. King´s Exp. 225 (1871)
- Herpestis pilosa Benth.; Hook. Comp. Bot. Mag. 2: 57 (1836)